# Moteur XU
Pour les articles homonymes, voir XU.
Le moteur XU est un moteur thermique automobile à combustion interne conçu et fabriqué par PSA dans les années 1980 et 1990. C'est un moteur essence quatre temps, avec 4 cylindres en ligne et soupapes en tête avec arbre(s) à came(s) en tête, à distribution par courroie crantée, à bloc en fonte et culasse en aluminium, refroidi par eau, doté d'un vilebrequin 5 paliers. Il a équipé de nombreux modèles de gamme moyenne dont les Peugeot 205, 305, 306, 405, 406 berlines et coupés, 806, 309, Citroën BX, Citroën Xsara, Citroën ZX, Citroën Visa et Peugeot Boxer. Ce moteur existe en versions 8, 12 et 16 soupapes. Son dérivé diesel est dit XUD.
Le sens de rotation de ce moteur est horaire (côté distribution).
Sa production a cessé en 2001 à Trémery. Il est encore produit en Iran et, en petite série, à Hérimoncourt[Quand ?]. Progressivement remplacé par le  moteur EW / DW qui est une évolution du XU/XUD, la base reste la même.

## Versions essence

### XU5
Ce XU de 1 580 cm3 est celui de plus faible cylindrée. Son alésage est de 83 mm et sa course de 73 mm. Il est apparu en 1982 sur la Citroën BX 16 RS & TRS, et fut commercialisé jusqu'en 1994. Il n'a existé qu'en version 8 soupapes et fut remplacé par le moteur TU5 de 1 587 cm3.
| Type moteur (code)    | Puissance max ch DIN (kW CEE) à tr/min | Notes | Modèles équipés (marchés) |
| --------------------- | -------------------------------------- | --- | --- |
| XU5 CP (BAZ puis BAY) | 75 ch 75 ch                            | Carburateur piloté simple corps solex 34 TBIA, sonde lambda et pot catalytique, BAZ en RV 8,3/1, indice octane mini RON91, puis BAY en 8,6/1 pour RON95 mini | Citroën BX 16 export depuis juillet 1986 puis moteur BAY en juillet 1987                                                                      |
| XU5 1C/K (B1A, B1F)   | 80 ch                                  | Carburateur simple corps RV 8,95/1 | Peugeot 205 Automatic, Peugeot 309 Automatic (avant 1988)                                                                                     |
| XU5 1C/K (B1A A)      | 80 ch                                  | Carburateur simple corps RV 9,35/1 | Peugeot 205 Open, Peugeot 309 GR, XR, SR et SX (jusqu'en 1988), Citroën BX 15 RE depuis janvier 1987, Peugeot 405 GL.                         |
| XU5 STR (171D)        | 88ch                                   | Carburateur double corps, RV 8,4/1, octane mini RON88 | Citroën BX 16 administration à partir de février 1985                                                                                         |
| XU5 M3/Z (BDZ)        | 89 ch                                  | Injection monopoint, catalyseur, RV 9,2/1 | Peugeot 205 Automatic, XS, GT, Roland Garros (1993),Peugeot 309, Citroën ZX, Citroën BX export puis France à partir de juillet 1992 (BX 1,6i) |
| XU5 (171A)            | 90 ch                                  | Carburateur double corps, RV 9,5/1 | Citroën BX 16 du lancement à juillet 1983 |
| XU5 2C (B2A)          | 92 ch                                  | Carburateur double corps | Peugeot 309 GR, SR, XR, XS et SX 1.6 et Automatic (après 1988), Citroën BX 16, Peugeot 405 GL, GLX, GR, GRX et SR                             |
| XU5 S (171B)          | 92,5 ch                                | Carburateur double corps RV 9,5/1 | Citroën BX 16 de juillet 1983 à juillet 1984                                                                                                  |
| XU5 (171Z)            | 92,5 ch                                | Carburateur double corps, RV 9,5/1 vanne EGR et pulsair | Citroën BX 16 export à partir d’octobre 1983                                                                                                  |
| XU5 S (171C)          | 94 ch                                  | Carburateur double corps, RV 9,5/1 | Peugeot 305 GT (jusqu'à AM 85) CItroen BX 16 à partir de juillet 1984                                                                         |
| XU5 J (180A)          | 105 ch                                 | Injection | Peugeot 205 GTI 1.6i, Visa GTI 1.6i (105ch)                                                                                                   |
| XU5 J (180Z)          | 105 ch                                 | Injection LE2-jetronic, Puls'air, RV 9,8/1 | Peugeot 205 GTI 1.6i (export), 205 CTI (export), Citroën BX export depuis mars 1986                                                           |
| XU5 JA (B6D)          | 115 ch                                 | Injection | Peugeot 205 GTI 1.6 à partir de 1986, Peugeot 205 CTi (jusqu'à AM 92), Peugeot 309 SRi 1.6i, Citroen Visa GTi 1.6i (115 ch), BX 16 (export)   |

### XU7
Apparu en 1993 sur la 405 phase 2 et d'emblée équipée de l'injection et d'un catalyseur, le XU7 est un moteur de 1 761 cm3. Son alésage est de 83 mm et sa course de 81 mm. Des versions 16 soupapes sont apparues en 1995. Ce moteur a terminé sa carrière en Europe au début des années 2000, remplacé par le moteur EW7 de 1 749 cm3.
| Type moteur (code) | Puissance max ch DIN (kW CEE) à tr/min | Notes                   | Modèles équipés (marchés) 306,405,406,806, ZX, Xantia, Xsara                                      |
| ------------------ | -------------------------------------- | ----------------------- | ------------------------------------------------------------------------------------------------- |
| XU7 JB (LFX)       | 90 ch                                  | Injection, catalyseur   | Citroën Xsara, Citroën Xantia, Citroën Berlingo I, Peugeot Partner I et Peugeot 406               |
| XU7 JP (LFZ)       | 103 ch                                 | Injection, catalyseur   | Peugeot 306, Peugeot 405, Citroën ZX, Citroën Xsara, Citroën Xantia et Peugeot Pars               |
| XU7 JP4 (LFY)      | 112 ch                                 | 16 soupapes, catalyseur | Citroën Xsara, Peugeot 306, Citroën Xantia, Citroën ZX break Athena, Citroën Xsara et Peugeot 406 |

### XU8
Le XU8 est un moteur de 1 775 cm3 (alésage 83mm, course 82mm) utilisé dans les Peugeot 205 Turbo 16, ce moteur est équipé d'un turbo qui lui permet d'atteindre 200 ch voire 575 ch dans les courses de rallye. 
| Type moteur (code) | Puissance max ch DIN (kW CEE) à tr/min | Notes              | Modèles équipés (marchés) |
| ------------------ | -------------------------------------- | ------------------ | ------------------------- |
| XU8 T              | 200 ch                                 | 16 soupapes, turbo | Peugeot 205 Turbo 16      |

### XU9
Moteur 1 905 cm3 (alésage 83 mm, course 88 mm) à carter-cylindres en aluminium apparu en 1984 sur les Peugeot 305 GTX et BX 19 GT. Il fut remplacé par le XU10 à partir de 1992 sur les Peugeot 405 et Citroën ZX et équipa jusqu'à fin 1993 la Peugeot 309 (fin de production).
| Type moteur (code) | Puissance max ch DIN (kW CEE) à tr/min | Notes | Modèles équipés (marchés) |
| ------------------ | -------------------------------------- | --- | --- |
| XU9 J1/Z (DFZ)     | 104 ch                                 | Injection LU-jetronic, catalyseur, RV 8,4/1, indice octane mini RON91                                       | Peugeot 205 Gentry / CTI (depuis AM 93) / Rallye 1.9 (export), Peugeot 309 GTI (export), 405 export catalysée, Citroën BX export depuis mars 1986                                      |
| XU9 S (159A)       | 105 ch                                 | Carburateur double corps RV 9,3/1                                                                           | Peugeot 305 GTX, GT (depuis AM 86), Citroën BX 19 GT lancée le 24 septembre 1984 et break TRS phase 1                                                                                  |
| XU9 S (159Z)       | 105 ch                                 | Carburateur double corps RV 9,3/1, EGR et pulsair                                                           | Citroën BX 19 Ph1 export |
| XU9 2C (D2A)       | 105 ch                                 | Carburateur double corps, RV 9,3/1, évo du 159A avec entre autres détails une nouvelle culasse              | Peugeot 305 GT / Automatic (depuis AM 87), Citroën BX 19 ph2, Peugeot 309 XS 1.9 / SX 1.9 / GT                                                                                         |
| XU9 2C (D2D)       | 110 ch (81 kW)                         | Carburateur double corps, RV 9,3/1                                                                          | Peugeot 405 GR / SR |
| XU9 JAL/Z (DKZ)    | 122 ch                                 | Injection Motronic M1.3, catalyseur, allumage piloté par le calculateur et HT distribuée par faux allumeur. | Peugeot 205 GTI, Peugeot 309 GTI 405 & BX export catalysées à partir de juillet 1988 puis marchés français et équivalents à partir de juillet 1992, Citroën ZX BVA                     |
| XU9 J2 (D6D)       | 123 ch                                 | Injection Motronic MP3.1, allumage jumostatique piloté par le calculateur                                   | Peugeot 405 SRI Citroën BX GTI de juillet 1990 à juillet 1992 |
| XU9 J2 (D6A)       | 125 ch                                 | Injection jetronic LE3, RV 9,3/1                                                                            | Peugeot 405 GRI / SI / SRI / STI Citroën BX GTI de juillet 1986 à mai 1990, 19 TRI & 19 TZI                                                                                            |
| XU9 4C (159B)      | 126 ch                                 | 2 carbus double corps, RV 9,5/1                                                                             | Citroën BX Sport |
| XU9 JA (D6B)       | 130 ch                                 | Injection Jetronic LE2                                                                                      | Peugeot 205 GTI 1.9, Peugeot 309 GTI |
| XU9 JA/K (D6E)     | 130 ch                                 | Injection Motronic MP3.1                                                                                    | Citroën ZX volcane 1.9i AM1991 et 1992 |
| XU9 J4/Z (DFW)     | 148 ch                                 | 16 soupapes, cat., RV 9,7/1 ok SP95, injection motronic M1.3                                                | Citroën BX 16 Soupapes export depuis mars 1988 puis marché français et équivalent depuis Juillet 1992 309 GTI 16 (depuis AM 93), 405 Mi16 export (Suisse, Pays Bas, Allemagne, USA...) |
| XU9 J4 (D6C)       | 160 ch                                 | Injection motronic ML4.1, 16 soupapes RV 10,4/1 SP98                                                        | Peugeot 405 Mi16 Ph. 1 et 309 GTI 16 (jusqu'à AM 92), Citroën BX 16 Soupapes jusque juillet 1992                                                                                       |

### XU10
Moteur de 1 998 cm3 (alésage 86mm, course 86mm) à carter-cylindres en fonte apparu en 1989 sur les Peugeot 605 et Citroën XM. Il a été progressivement remplacé par le bloc EW10 apparu en 1999, et a disparu en 2004.
| Code moteur (Type réglementaire) | Puissance max ch DIN (kW CEE) à tr/min | Notes                                                    | Modèles équipés (marchés) |
| -------------------------------- | -------------------------------------- | -------------------------------------------------------- | --- |
| XU10 J2U (RFW)                   | 109 ch (80 kW)                         | Injection, catalyseur                                    | Citroën Jumper - Fiat Ducato - Peugeot Boxer de 1994 à 2002 Peugeot 605 et Citroën XM de base pour certains marchés                                         |
| XU10 J2U (RFL)                   | 110 ch (81 kW)                         | Injection, catalyseur, dépollution Euro 3 (dite "L4")    | Citroën Jumper - Fiat Ducato - Peugeot Boxer de 2002 à 2006                                                                                                 |
| XU10 2C (R2A)                    | 115 ch (84 kW)                         | Carburateur double corps                                 | Peugeot 605 SL, Citroën XM de base (jusqu'à fin 1992) |
| XU10 J2C/Z (RFU)                 | 123 ch (89 kW)                         | Injection, catalyseur                                    | Peugeot 806, Citroën Evasion |
| XU10 J2C/Z (RFX)                 | 123 ch (89 kW)                         | Injection Bosch Motronic MP3.1, catalyseur               | Peugeot 405 SRI, Citroën Xantia, Peugeot 605 phase I (après 1993 ou export), Citroen ZX volcane, 306 xsi phase 1, Citroën XM phase I (après 1993 ou export) |
| XU10 J2C/K (R6D)                 | 125 ch                                 | Injection                                                | Citroën Xantia 2.0i (export), Peugeot 405 SRI (export) |
| XU10 J2 (R6A)                    | 130 ch (94 kW)                         | Injection Bosch LE2-Jetronic                             | Peugeot 605 phase I SLi, SRi, SVi avant 1993 ; Citroën XM Injection phase I avant 1993 (Type Y3AC)                                                          |
| XU10 J4R (RFV)                   | 135 ch (97,4 kW)                       | 16 soupapes, cat.                                        | Peugeot 406 Coupé, Citroën Xantia 2.0 16v, Citroën Xsara, Peugeot 306 cabriolet, Peugeot 605 2.0 16v phase II, Citroën XM 2.0 16v phase II                  |
| XU10 J2TE/Z (RGY)                | 145 ch (104 kW)                        | Turbo, intercooler, rapport volumétrique 8,5/1           | Peugeot 605 SRti, SVti, Citroën XM Turbo CT |
| XU10 J2TE/LZ (RGX)               | 150ch (108kW)                          | Turbo, intercooler, échangeur rapport volumétrique 7,9/1 | Remplace le RGY en février 1994. Peugeot 406, 605 et 806, Citroën Evasion et XM Turbo CT,                                                                   |
| XU10 J4D (RFT)                   | 150 ch                                 | 16 soupapes, catalyseur                                  | Peugeot 306 S16, Citroën ZX 16V, Citroën Xantia 16V, Peugeot 405 Mi16 phase 2.                                                                              |
| XU10 J4/LZ (RFY)                 | 155 ch                                 | 16 soupapes, catalyseur                                  | Peugeot 306 S16, Citroën ZX 16V, Citroën Xantia 16V, Peugeot 405 Mi16 phase 2.                                                                              |
| XU10 J4RS (RFS)                  | 167 ch                                 | 16 soupapes, catalyseur                                  | Citroën Xsara VTS 16V (BV5), Peugeot 306 S16 (BV6), Citroën ZX 16V (BV5), Hommell Berlinette RS/RS2.                                                        |
| XU10 J4TE (RGZ)                  | 200 ch (overboost 220 ch)              | 16 soupapes, turbo, échangeur, catalyseur                | Peugeot 405 T16 |
| XU10 J4 turbocompressé           | 325 ch                                 | 16 soupapes, turbo                                       | Peugeot 206 WRC, Peugeot 307 WRC, Citroën Xsara WRC, Citroën C4 WRC                                                                                         |

### XU15
Alésage : 93,0 mm
Course : 92,0 mm
Cylindrée : 2 499 cm3[Quoi ?]
| Type moteur (code) | Puissance max ch DIN (kW CEE) à tr/min | Notes | Modèles équipés (marchés) |
| ------------------ | -------------------------------------- | ----- | ------------------------- |
| XU15               | 300 à 330 ch à 4 500 tr/min            | Turbo | Citroën ZX Rallye-raid    |

## Versions diesel

### XUD7
Alésage : 80,0 mm
Course : 88,0 mm
Cylindrée : 1 769 cm3[Quoi ?]
| Version            | Puissance | Notes            | Modèles équipés (marchés)                                                                                       |
| ------------------ | --------- | ---------------- | --- |
| XUD7 /K (161A)     | 60 ch     |                  | Peugeot 205, Citroën Visa, Citroën C15, Citroën BX bas de gamme depuis septembre 1985 Peugeot 309, Peugeot 306, |
| XUD7 /Z (A9A 161A) | 60 ch     | catalyseur       | Peugeot 205 export ou à partir de 1997 Citroën ZX, Citroën Xsara Entreprise 3P et break                         |
| XUD7 T/K           | 78 ch     | turbo            | Peugeot 205 et Peugeot 309                                                                                      |
| XUD7 TE            | 90 ch     | turbo, échangeur | Peugeot 405, Citroën BX, Rover 200, Rover 400, Honda Concerto TD                                                |

### XUD9
Alésage : 83,0 mm
Course : 88,0 mm[Quoi ?]
Ce moteur diesel de 1 905 cm3 est apparu en 1982 sur la Talbot Horizon avant d'être monté sur d'autres productions du Groupe PSA, dont il contribua à la réputation de robustesse. 
Le XUD9 a progressivement été remplacé par les blocs DW à la fin des années 90.
A noter qu'à partir de 1989, les Peugeot 205 diesel destinées notamment au marché allemand étaient équipées du moteur 1.9D (XUD9) en remplacement du XUD7 et équipées d'une vanne EGR, avec une puissance réduite à 60 chevaux.
Une version turbocompressée catalysée 75 ch a également existé sur les Citroën Xsara et Xantia "SD"  et les Peugeot 406 et 306 destinées à l'exportation.
| Version             | Puissance | Notes                    | Modèles équipés (marchés) |
| ------------------- | --------- | ------------------------ | --- |
| XUD9 A (162)        | 65 ch     | atmosphérique            | Peugeot 305, Peugeot 309, Citroën BX 19 diesel lancée en septembre 1983, Simca-Talbot Horizon, Lada Niva, Rover 200&400 Peugeot 205 à l'export uniquement |
| XUD9 (DJZ)          | 65 ch     | atmosphérique, vanne EGR | Citroën BX export depuis juillet 1986 |
| XUD9 /Z             | 68 ch     | catalysé                 | Citroën ZX |
| XUD9 B (DJY)        | 71 ch     | atmosphérique            | Peugeot 306, Citroën BX, Citroën ZX, Citroën Xsara, Citroën Xantia, Citroën Berlingo, FSO Polonez                                                         |
| XUD9 TE/Y (DHY D8A) | 90 ch     | turbo, catalysé          | Citroën Xsara, Peugeot 406, Fiat Ducato 1.9 td |
| XUD9 TE/L           | 92 ch     | turbo                    | Peugeot 306, Peugeot 405, Peugeot 406, Citroën ZX, Citroën Xantia, Lada Niva                                                                              |
| XUD9 SD (DHW)       | 75 ch     | turbo, catalysé          | Citroën Xsara, Citroën Xantia, Peugeot 406, Suzuki Vitara                                                                                                 |
| XUD9 BSD (DHW DHV)  | 75 ch     | turbo, catalysé          | Citroën Xsara |

### XUD11
Ce bloc, équipé d'une inédite culasse à douze soupapes (2 d'admission + 1 d'échappement par cylindre), est apparu sur la Citroën XM en version atmosphérique (septembre 1989) et turbo-Diesel (novembre 1989).
Les cylindrées sont différentes selon la présence ou non de suralimentation :
- Un 2 138 cm3 atmosphérique de 83 Ch., monté uniquement sur les 605 et XM de base.
- Un 2 088 cm3 turbocompressé de 110 Ch.

Destiné à prendre le relais des 2.5 Indénor 110 ch des Peugeot 505 Turbo D et 2.5 Turbo Diesel 120 ch des Citroën CX, le bloc turbo remplaçait avantageusement les Indenor de Peugeot, mais peinait à rivaliser avec le rustre mais plus puissant M25/669 de la CX (qui avait, il est vrai, atteint ses limites technologiques).
Si ces blocs sont plutôt modernes de par leur culasse 12 soupapes, ils ne seront jamais équipés d'une injection directe, technique qui s'était pourtant répandue depuis sa première utilisation sur un véhicule de tourisme en 1988 (Fiat Croma et Austin/Rover Montego).
| Version   | Alésage x Course (Cylindrée) | Puissance | Notes                          | Modèles équipés (marchés)                                                          |
| --------- | ---------------------------- | --------- | ------------------------------ | ---------------------------------------------------------------------------------- |
| XUD11 A   | 86.0 x 92,0 mm (2 138 cm3)   | 83 ch     | 12 soupapes                    | Peugeot 605 phase I SLd & SRd, Citroën XM D12                                      |
| XUD11 ATE | 85.0 x 92,0 mm (2 088 cm3)   | 110 ch    | 12 soupapes, turbo             | Peugeot 605, Citroën XM                                                            |
| XUD11 BTE | 85.0 x 92,0 mm (2 088 cm3)   | 110 ch    | 12 soupapes, turbo, catalyseur | Peugeot 605, Citroën XM, Peugeot 406, Peugeot 806, Citroën Evasion, Citroën Xantia |

## Évolution du moteur
Le moteur XU/XUD évoluera pour devenir le moteur EW / DW, qui en réutilise de nombreuses pièces, notamment le vilebrequin, mais est fabriqué avec des matériaux plus legers (alliage).